# 장흥회덕중학교
장흥회덕중학교(長興會德中學校)는 대한민국 전라남도 장흥군 회진면 회진리에 있는 공립 중학교이다.

## 학교 연혁
- 1980년 3월 1일 : 초대 김경우 교장 취임
- 1980년 3월 7일 : 회덕중학교 개교
- 1996년 3월 1일 : 장흥회덕중학교로 교명 학칙 개정
- 2024년 9월 1일 : 제17대 장순석 교장 부임
- 2025년 1월 8일 : 제43회 졸업 11명(총 4,242명)

## 참고 자료
- 장흥회덕중학교 - 한국교육학술정보원 학교알리미